# Liste der Baudenkmale in Karnin (Nordvorpommern)
In der Liste der Baudenkmale in Karnin sind alle Baudenkmale der Gemeinde Karnin (bei Barth) im Landkreis Vorpommern-Rügen und ihrer Ortsteile aufgelistet. Grundlage ist die Veröffentlichung der Denkmalliste des Landkreises Vorpommern-Rügen, Auszug aus der Kreisdenkmalliste vom Juli 2012.

## Karnin (bei Barth)
| ID   | Lage                         | Bezeichnung                 | Beschreibung | Bild  |
| ---- | ---------------------------- | --------------------------- | --- | ----- |
| 504E | Am Dorfe (Karte)             | Gutsanlage (Park)           | |       |
| 504D | An der Transitstraße (Karte) | Gutsanlage (Park)           | |       |
| 504F | An der Transitstraße (Karte) | Gutsanlage (Park)           | |       |
| 501B | Dorfstraße 16 (Karte)        | Stallgebäude                | |       |
| 501A | Dorfstraße 17 (Karte)        | Stallgebäude                | |       |
| 502A | Dorfstraße 25 (Karte)        | Katen                       | | Katen |
| 502B | Dorfstraße 26 (Karte)        | Katen                       | | Katen |
| 503A | Dorfstraße 27 (Karte)        | ehemalige Schule            | |       |
| 503B | Dorfstraße 27                | ehemalige Schule            | |       |
| 504C | Im Dorfe                     | Gutsanlage (Pferdestall)    | |       |
| 504G | Im Dorfe                     | Gutsanlage (Grünanlage)     | |       |
| 504H | Im Dorfe                     | Gutsanlage (Grünanlage)     | |       |
| 504A | Transitstraße 3 (Karte)      | Gutsanlage (Gutshaus, Park) | 2-gesch. Herrenhaus im Tudorstil und neugotisch mit über 26 Zimmer und Halle, 1830 für Friedrich Wilhelm von Sodenstern erbaut |       |
| 504B | Transitstraße 5 (Karte)      | Gutsanlage (Pferdestall)    | |       |
| 345A | Waldstraße 6                 | Gutshaus                    | |       |
| 345B | Waldstraße 7                 | Gutshaus                    | |       |

## Friedrichshof
| ID  | Lage           | Bezeichnung | Beschreibung | Bild |
| --- | -------------- | ----------- | ------------ | ---- |
| 346 | Waldstraße 12b | Katen       |              |      |

## Quelle
- Denkmalliste des Landkreises Vorpommern-Rügen

- Karte mit allen Koordinaten:
- OSM |
- WikiMap